# Edwin Brienen's Hysteria
Edwin Brienen's Hysteria (kortweg: Hysteria) is een politieke horrorfilm uit 2006, geregisseerd en geschreven door Edwin Brienen. Filmfreak Distribution bracht de film in 2008 op DVD uit.

## Verhaal
‘Hysteria’, Edwin Brienen's zesde speelfilm, vertelt het verhaal van Lara (Eva Dorrepaal), een vrouw die gevangen is in haar eigen nachtmerrie. Nadat een gemaskeerde man geprobeerd heeft haar te verkrachten, vlucht Lara naar een mysterieus kasteel in de heuvels. Dit kasteel wordt bewoond door een excentrieke inteelt familie. Een seksuele spanning tussen Quentin (dubbelrol Suba) en zijn zuster Daphne (Sükriye Dönmez) zuigt alle energie op. Ook staat een doodskist in de kamer met daarin een dode vader (Marin Caktas). De perverse butler (Bettina Hoppe) rent bedreigend heen en weer en maakt zich schuldig aan opera-karaoke. Lara begint te begrijpen dat zij simpelweg van nachtmerrie naar nachtmerrie gevlucht is. Ze begint zich voor te bereiden op de terreur die haar te wachten staat. Nadat zij vernederd en gemarteld wordt, probeert Lara wanhopig haar dromen te ontsnappen.

## Trivia
- "Hysteria" werd in 2008 door Filmfreak Distributie uitgebracht op DVD in het kader van The Edwin Brienen Collection.